# Center Stage (2000)
Center Stage is een Amerikaanse dansfilm uit 2000 van Nicholas Hytner.

## Verhaal
Aan het begin van het schooljaar wordt ze duidelijk gemaakt dat ze ongetwijfeld de beste van hun balletscholen waren. Maar helaas heb je meer nodig dan alleen fysieke kracht en een overdosis ambitie. De dames die een kans maken hebben allemaal zo hun problemen. Het ontbreekt hun aan de juiste techniek, lichaamsbouw of sociale omgang. Jonathan Reeves, de creatieve directeur van ballet academie Center Stage, bepaalt wie van de groep jonge studenten uiteindelijk het grote podium zal betreden en zo een kans maken voor de American Ballet Company in New York.

## Rolverdeling
| Acteur            | Personage        |
| ----------------- | ---------------- |
| Amanda Schull     | Jody Sawyer      |
| Zoë Saldana       | Eva Rodriguez    |
| Susan May Pratt   | Maureen Cummings |
| Peter Gallagher   | Jonathan Reeves  |
| Donna Murphy      | Juliette Simone  |
| Debra Monk        | Nancy Cummings   |
| Ethan Stiefel     | Cooper Nielson   |
| Sascha Radetsky   | Charlie Sims     |
| Julie Kent        | Kathleen Donahue |
| Ilia Kulik        | Sergei           |
| Eion Bailey       | Jim Gordon       |
| Shakiem Evans     | Erik Jones       |
| Elizabeth Hubbard | Joan Miller      |

## Filmmuziek
1. "I Wanna Be with You" - Mandy Moore
2. "First Kiss" - i5
3. "Don't Get Lost in the Crowd" - Ashley Ballard
4. "We're Dancing" - P.Y.T.
5. "Friends Forever" - Thunderbugs
6. "Get Used to This" - Cyrena
7. "A Girl Can Dream" - P.Y.T.
8. "Cosmic Girl" - Jamiroquai
9. "Higher Ground" - Red Hot Chili Peppers
10. "Come Baby Come" - Elvis Crespo and Gizelle D'Cole
11. "The Way You Make Me Feel" - Michael Jackson
12. "Love Crimes|If I Was the One" - Ruff Endz
13. "Canned Heat (song)|Canned Heat" - Jamiroquai
14. "I Wanna Be with You" (Soul Soul Solution Remix) - Mandy Moore